# Девід Єйтс
Девід Єйтс (англ. David Yates; 30 листопада 1963) — англійський режисер і продюсер, відомий роботою над фільмами про Гаррі Поттера.

## Фільмографія
| Рік     | Назва                                           | Роль    | Роль      | Роль     | Роль                  | Роль |
| Рік     | Назва                                           | Режисер | Сценарист | Продюсер | Примітки              |      |
| ------- | ----------------------------------------------- | ------- | --------- | -------- | --------------------- | ---- |
| 1988    | «When I Was a Girl»                             | Так     | Так       | Так      | Короткометражний      |      |
| 1991    | «The Weaver's Wife»                             | Так     | Так       | Так      | Короткометражний      |      |
| 1991    | «Oranges and Lemons»                            | Так     | Ні        | Ні       | Короткометражний      |      |
| 1992    | «Good Looks»                                    | Так     | Ні        | Ні       | Короткометражний      |      |
| 1994    | «Moving Pictures»                               | Так     | Ні        | Ні       | 1 епізод              |      |
| 1994-95 | «The Bill»                                      | Так     | Ні        | Ні       | 5 епізодів            |      |
| 1995    | «Tale of Three Seaside Towns»                   | Так     | Так       | Ні       | 3 епізоди             |      |
| 1996    | «Punch»                                         | Так     | Ні        | Ні       | Короткометражний      |      |
| 1998    | «The Tichborne Claimant»                        | Так     | Ні        | Ні       | Незалежний фільм      |      |
| 2000    | «The Sins»                                      | Так     | Ні        | Ні       | 3 епізоди             |      |
| 2001    | «The Way We Live Now»                           | Так     | Ні        | Ні       | Телесеріал з 4 частин |      |
| 2002    | «Rank»                                          | Так     | Ні        | Ні       | Короткометражний      |      |
| 2003    | «Велика гра»                                    | Так     | Ні        | Ні       | Телесеріал з 6 частин |      |
| 2003    | англ. «The Young Visiters»                      | Так     | Ні        | Ні       | Телефільм             |      |
| 2004    | «Секс-трафік»                                   | Так     | Ні        | Ні       | Телефільм             |      |
| 2005    | «Дівчина з кафе»                                | Так     | Ні        | Ні       | Телефільм             |      |
| 2007    | «Гаррі Поттер і Орден Фенікса»                  | Так     | Ні        | Ні       |                       |      |
| 2009    | «Гаррі Поттер і напівкровний Принц»             | Так     | Ні        | Ні       |                       |      |
| 2010    | «Гаррі Поттер і смертельні реліквії: частина 1» | Так     | Ні        | Ні       |                       |      |
| 2011    | «Гаррі Поттер і Смертельні реліквії: частина 2» | Так     | Ні        | Ні       |                       |      |
| 2014    | «Тиран»                                         | Так     | Ні        | Ні       | Пілот телесеріалу     |      |
| 2016    | «Легенда про Тарзана»                           | Так     | Ні        | Ні       |                       |      |
| 2016    | «Фантастичні звірі і де їх шукати»              | Так     | Ні        | Ні       |                       |      |
| 2018    | «Фантастичні звірі: Злочини Ґріндельвальда»     | Так     | Ні        | Ні       |                       |      |
| 2022    | «Фантастичні звірі: Таємниці Дамблдора»         | Так     | Ні        | Ні       |                       |      |
| 2023    | «Продавці болю»                                 | Так     | Ні        | Ні       |                       |      |